# うわさ (漫画)
『うわさ』は、ももち麗子による日本の漫画作品。『デザート』（講談社）にて2000年5月号より同年7月号まで連載されていた。単行本は全1巻。「問題提起シリーズ」の一つで、ストーカー問題を扱っている。
表題作の他、いじめをテーマにした短編作品『さけび』が併録されている。この作品は同じくいじめがテーマの『あした』とは異なり、「いじめられっ子がいじめっ子となりいじめに荷担する」という展開のストーリーになっている。

## あらすじ
『うわさ』
大学生の恋人・文彦（ブンちゃん）と付き合っていた高校生のまなみ。しかしまなみは文彦の嫉妬深い面に嫌気が差し、ある日他愛ないことで喧嘩し別れてしまう。だがその後、文彦はまなみに対し無言電話などのストーカー行為を始め、まなみは次第に彼のストーカー行為に怯えながら暮らすことを余儀なくされていく。
そんな中、まなみは加藤という男子と付き合い始めるが、それを知った文彦のストーカー行為はエスカレートし、事態はまなみの友人や家族をも巻き込んで更に悪化していく。
『さけび』
中学生のかおりは同級生からいじめられ、家では母親から勉強を強制され、自殺を考えるほど精神的・肉体的に追い詰められていた。ある日、かおりのクラスに一人の少女が転校してくるが、どこか暗くいつも一人でいるその少女はやがてかおりに代わる新たないじめのターゲットとなる。それを知ったかおりは今までの鬱憤を晴らすかのように自ら少女へのいじめに荷担するようになり、やがていじめっ子達のリーダー格となって少女をいじめるようになるが、次第にいじめっ子や周りのクラスメイト達はかおりを恐れ遠のくようになる。

## 登場人物
『うわさ』
まなみ
『うわさ』の主人公。
女子高生で、大学生の文彦と交際していたが、彼の嫉妬深い一面に嫌気が差したのがきっかけで文彦と破局する。その後、文彦のストーカー行為に遭い、次第に精神的に追い詰められていくことになる。
文彦
まなみと交際していた大学生。まなみからは『ブンちゃん』と呼ばれていた。
嫉妬深い一面があり、それが原因でまなみと破局。しかしその後まなみへの執着からストーカー行為を繰り返すようになり、やがてまなみが加藤と交際し始めたのを機に更に過激な行為へと及んでいく。
加藤
まなみの新しい彼氏となった男子。中盤で文彦がまなみにストーカー行為を働いているのを知って彼を止めようとするが…
桃子
まなみの親友。まなみがストーカー被害に遭っているのを知り、彼女を助けようとする。自身も彼氏がいる。
『さけび』
かおり
『さけび』の主人公。大人しい性格の少女。
学校では同級生からいじめられ、家では母親から勉強を強制されており、学校にも家にも居場所がない生活を送る中、自殺を考えるほど精神的にも肉体的にも追い詰められていた。いじめのターゲットが転校生の少女に代わってからはいじめに荷担するようになり、それを期に性格が一変。いじめっ子のリーダーとなり、今までいじめられてきた鬱憤を晴らすかのように少女を積極的にいじめるようになる。
いじめっ子達
かおりの同級生の女子三人組。転校生の少女が来るまでかおりをいじめていた。
転校生の少女を新たなターゲットにしてからはかおりを加えて少女をいじめ初め、やがて新たなリーダーとなったかおりの下でいじめを行うようになるが、それと同時に暴力的ないじめを行うかおりに畏怖するようになる。
転校生の少女
かおりのクラスに転校してきた少女。転校前はかおりが落ちた私立中学に通学していた。どこか暗く、周囲に馴染めずいつも一人でいることから新たないじめのターゲットになる。
いじめられて精神的に追い詰められたかおりとは対照的に、次第にいじめられても屈さない強い意志を見せるようになっていく。

## 書誌情報
- ももち麗子『うわさ』講談社〈KCデザート〉全1巻、2000年7月11日発売[1]、ISBN 4-06-341093-5[2]